# بايزيد أباد (بشت أربابا)
بایزید أباد (بالفارسية: بایزیدآباد) هي قرية تقع في إيران في قسم بشت أربابا الريفي. يقدر عدد سكانها بـ 142 نسمة .